# Сорокский уезд
Соро́кский уе́зд — административная единица в Бессарабской области (с 1873 года — Бессарабской губернии) Российской империи (1836—1917), в Молдавской Демократической Республике (1917—1918), в губернаторстве Бессарабия Румынского королевства (1918—1940, 1941—1944), в Молдавской ССР Союза Советских Социалистических Республик (1940—1941, 1944—1949), а также республики Молдова (1999—2002). Уездный город — Сороки.

## История
Сорокский уезд выделен из Ясского уезда в 1836 году в составе Бессарабской области, образованной на территориях присоединенных к России в соответствии Бухарестским мирным договором. Центром уезда стал город Сороки.
В 1873 году Бессарабская область получает статус губернии с сохранением административно-территориального деления.
С 1918 года по 1940 год уезд являлся частью королевства Румыния, в 1938-1940 годах входил в состав цинута Прут.
После оккупации в 1941 году МССР и вплоть до её освобождения в 1944 году Бельцкий уезд входил в состав губернаторства Бессарабия королевства Румыния.
С 1944 Сорокский уезд находился в составе Молдавской ССР вплоть до упразднения уездного деления МССР 16 октября 1949 года. В составе МССР остался лишь Сорокский район, составляющий лишь небольшую часть уезда.
В 1999 году в независимой республике Молдова была проведена административная реформа, в результате которой была образована территориальная единица «Сорокский уезд» (Judeţul Soroca), включившая в себя Дрокиевский, Сорокский и Флорештский районы Молдовы. Однако территориально уезд не полностью совпадал со «старым» Сорокским уездом.
В 2002 году в Молдове была проведена очередная административная реформа, упразднившая уездное деление.

## География
Уезд располагался в северо-восточной части Бессарабской губернии, площадь — 3971 кв. верста (4368 км2). Вся площадь уезда располагалась в бассейне реки Днестр.

## Население
По состоянию на 1 января 1896 года, численность населения (без уездного города) составляла 203 510 человек. Национальный состав: молдаване — 66 %, украинцы и русские — 21 %, евреи — 11 %, присутствовало также незначительное польское, немецкое, цыганское, армянское, греческое, болгарское и некоторые прочие населения.
По данным переписи 1897 года в уезде (с городом) проживали 218 861 человек, родным языком указывали: молдавский — 138 351, украинский — 35 094, еврейский — 31 162, русский — 10 614.

## Административное деление

### Российская империя (до 1918 года)
По состоянию на 1912 год Сорокский уезд состоял из 12 волостей:
- Арионештская — село Арионешты
- Атакская — местечко Атаки
- Бадичанская — село Бадичаны
- Васкоуцкая — село Васкоуцы
- Климоуцкая — село Климоуцы
- Котюжанская — село Большие Котюжены
- Надушитская — село Надушита
- Околинская — село Околино
- Пепенская — село Пепены
- Рашковская — село Вадь-Рашково
- Тырновская — село Тырново
- Флорештская — село Флорешты

В уезде имелось четыре стана, управлявшихся становым приставом:
- 1 стан — Атаки
- 2 стан — Згурица
- 3 стан — Флорешты
- 4 стан — Вад-Рашково

### Румынский период (1918—1940 и 1941—1944 годы)
В 1930 году территория Оргеевского уезда (жудеца) сначала была разделена на четыре пласы: Бадичены, Климауцы, Большие Котюжены и Флорешты. Позже, пласа Климауцы была упразднена, а вместо неё образованы пять новых плас: Атаки, Вертюжаны, Надушита, Сороки и Тырново.
В 1941 году административное деление изменилось: были образованы четыре пласы — Климауцы, Надушита, Сороки и Флорешты, а также в отдельную административную единицу выделен город Сороки (Orașul Soroca).

### Советский период (1940—1941 и 1944—1991 годы)
11 ноября 1940 года территория Сорокского уезда была разделена на 9 районов: Атакский, Вертюжанский, Дрокиевский, Згурицкий, Котюжанский, Окницкий, Сорокский, Тырновский и Флорештский.
16 октября 1949 года уездное деление Молдавской ССР было ликвидировано, все районы перешли в непосредственное республиканское подчинение.

### Независимая Молдавия (с 1991 года)
В 1999 году в Молдавии была проведена административная реформа, в результате которой Дрокиевский, Сорокский и Флорештский районы были объединены в Оргеевский уезд (жудец). Как можно увидеть, территория этого жудеца несколько меньше прежде существовавшего.
В 2002 году была проведена очередная реформа, отменившая уездное деление.

## Экономика
- во владении частных лиц — 195860 дес., в том числе пахотной 130 193 дес.; во владении крестьянских общин — 150 518 дес., в том числе пахотной 115 146 дес.
- После земледелия главные занятия населения — виноградарство, виноделие, плодоводство, табаководство. Имелось до 1500 фруктовых садов.
- Много фруктосушилен; сушеные фрукты вывозятся во все внутренние губернии. Табачных плантаций в 1891 г. считалось 4326, в 1083 дес.; собрано табака 55030 пд.
- Развито пчеловодство — 405 пасек.
- Некоторые землевладельцы имеют заводы улучшенной породы лошадей и рогатого скота, а также овец.
- Мукомольных мельниц было 19 паровых, 255 водяных, 12 конных и 386 ветряных; винокуренных заводов 3, оптовых складов вина в уезде 7, распивочных 279. Кирпичных заводов — 2, известковых заводов — 3, красильных заводов — 2, маслобоен 11, кожевенных — 10, свечных — 3, салотопленых — 2.
- 4 больницы, 2 земских ветеринара и 3 фельдшера.